# تنیس با ویلچر

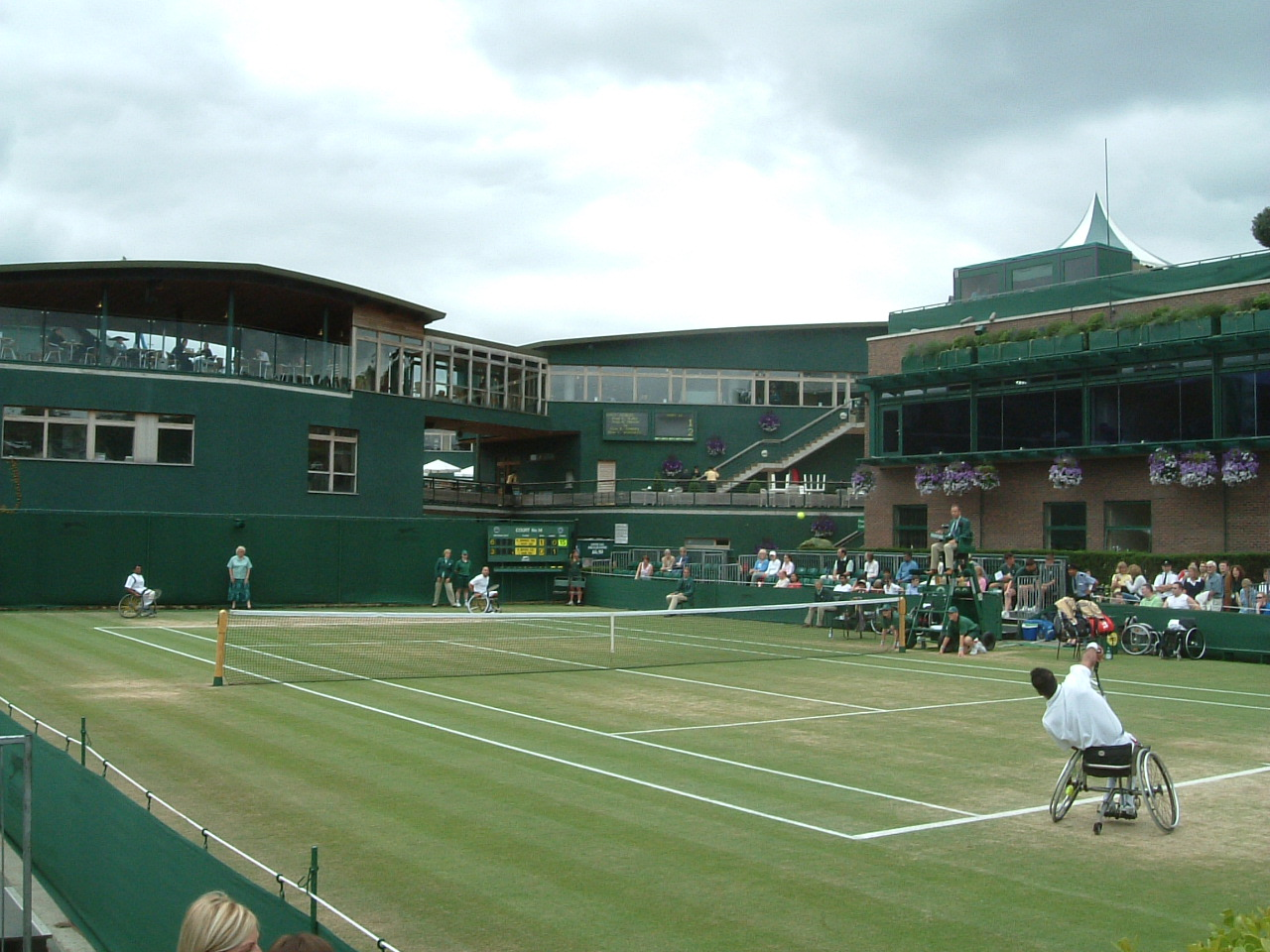
دو نفره ویلچر مردانه ویمبلدون

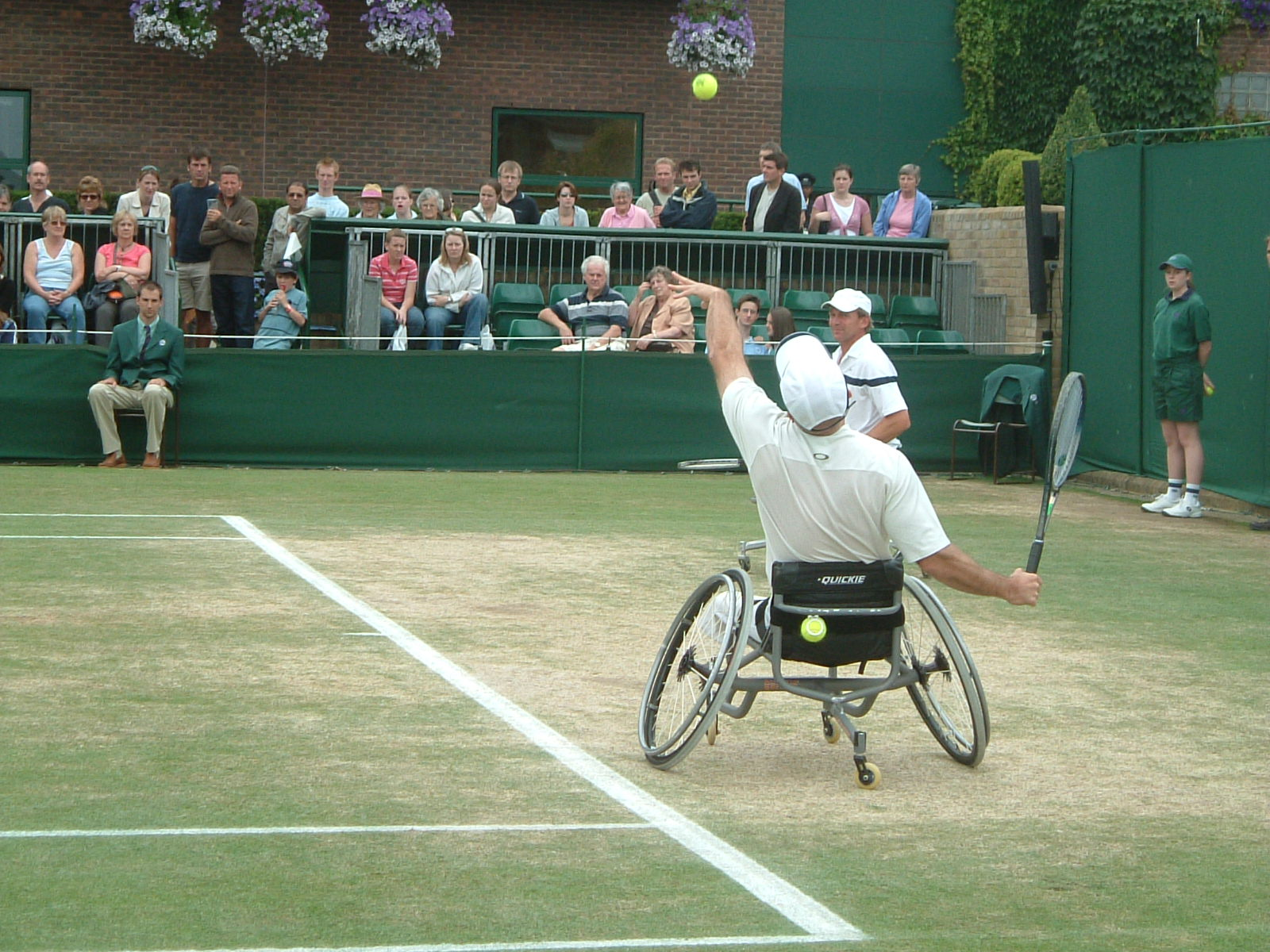
دو نفره ویلچر مردانه ویمبلدون

تنیس با ویلچر یا تنیس روی صندلی چرخ‌دار یکی از انواع تنیس است که برای استفاده‌کنندگان از ویلچر مناسب است. اندازه زمین، ارتفاع خالص و راکت‌ها یکسان است، اما دو تفاوت عمده با تنیس عابر پیاده وجود دارد: ورزشکاران از ویلچرهای طراحی شده مخصوص استفاده می‌کنند و توپ می‌تواند است تا دو بار به زمین بخورد، برخورد دوم نیز می‌تواند در خارج از زمین (Out) اتفاق بیفتد. .
تنیس با ویلچر از سال ۲۰۰۷ در هر چهار گرند اسلم بازی می‌شود و یکی از ورزش‌هایی است که در پارالمپیک تابستانی انجام می‌شود. سه دسته مردان، زنان و کوآد وجود دارد. هر دسته دارای مسابقات انفرادی و دونفره است. کوآد، جدیدترین بخش، برای بازیکنانی است که حداقل در یک اندام فوقانی عملکرد قابل توجهی از دست داده‌اند، اما ممکن است علاوه بر فلج چهاراندام، ناتوانی‌های مختلفی نیز داشته باشند. این بخش، به خصوص در بازی‌های پارالمپیک گاهی مختلط نامیده می‌شود. بازیکنان کوآد اغلب راکت‌ها را به دست خود می‌چسبانند تا ناتوانی خود را جبران کنند و برخی از بازیکنان مجاز به استفاده از ویلچرهای برقی هستند.